# Gutach (Schwarzwaldbahn)
Gutach (Schwarzwaldbahn) är en kommun och ort i Ortenaukreis i regionen Südlicher Oberrhein i Regierungsbezirk Freiburg i förbundslandet Baden-Württemberg i Tyskland.
Kommunen ingår i kommunalförbundet Hausachl tillsammans med staden Hausach.